# Aufenthaltserlaubnis (Deutschland)

Muster einer Aufenthaltserlaubnis im Scheckkartenformat in der ab 1. September 2021 gültigen Fassung

Die Aufenthaltserlaubnis ist ein Aufenthaltstitel nach dem seit dem 1. Januar 2005 in Deutschland geltenden Aufenthaltsgesetz (Kernstück des Zuwanderungsgesetzes). Sie wird zweckgebunden und befristet an sog. Drittstaatsangehörige erteilt. Zudem ist sie nicht mit der „unbefristeten“ Niederlassungserlaubnis zu verwechseln.

## Geschichte

### Völkerrecht
Einen allgemeinen völkergewohnheitsrechtlichen Grundsatz des Inhalts, Personen ohne Staatsangehörigkeit des Aufenthaltslandes einen Anspruch auf Einreise und Aufenthalt zu gewähren, gibt es bis heute nicht. Jeder Staat regelt in seiner Rechtsordnung die Rechtsstellung der Ausländer oder Fremden, die sich auf seinem Hoheitsgebiet aufhalten, selbst. Völkergewohnheitsrechtlich ist es den Staaten grundsätzlich gestattet, Fremde nach Belieben auszuweisen, d. h. ihnen das Verlassen des Staates zu gebieten. Völkerrechtlich gesichert ist allein, Fremden einen gewissen Mindeststandard (z. B. Recht auf Rechtsfähigkeit, Recht auf Leben und körperliche Unversehrtheit, Schutz vor grausamer und erniedrigender Behandlung, rechtliches Gehör, faires Verfahren, Gleichheit vor Gericht, Schutz vor entschädigungsloser Enteignung) zu gewähren. Weitergehende Rechtspositionen müssen durch bilaterale Handels-, Freundschafts- und Niederlassungsverträge oder multilaterale Abkommen gesondert begründet werden.

### Zeit bis zur Reichsgründung
Das im Völkerrecht herrschende Verständnis vom Bleiberecht des Fremden geht in der Menschheitsgeschichte auf Vorstellungen in Griechenland und dem Rom der Antike zurück, den Fremden zunächst als Feind zu betrachten. Er war grundsätzlich recht- und schutzlos und von öffentlichen und politischen Rechten ausgeschlossen. Im germanischen Recht durfte der Fremde beraubt, geknechtet oder gar getötet werden, ohne dass der Täter zur Rechenschaft gezogen wurde. Erst später erlangte er, zunächst privatrechtlich, den Status eines Gastes. Wer einen Gast aufnahm, sicherte ihm Schutz und Beistand zu. Die vornehmlich religiös begründete Gepflogenheit wurde als allgemein verpflichtend angesehen, erstreckte sich aber nur auf Kurzaufenthalte von wenigen Tagen.
Bis zum Frühmittelalter beruhte das Recht des Fremden zum Aufenthalt auf ungeschriebenem Gewohnheitsrecht, das sogar schriftfeindlich war. Neben das Stammes- und Volksrecht trat zunehmend das Recht des Souveräns, mithin Landes- und Reichsrecht hinzu.
Bevölkerungszunahme, Pauperisierung und Binnenmobilität sowie Bauernbefreiung in der ersten Hälfte des 19. Jahrhunderts führten zur Verschärfung der Grenzkontrollen und des Passwesens sowie zu strengerer Steuerung der Ausweisungspraxis. Preußen führte 1813 allgemein und damit auch für Fremde die Passpflicht ein. Ausländer bedurften außerdem für den 24 Stunden überschreitenden Aufenthalt in einer Gemeinde einer Aufenthaltsbewilligung in der Form eines Visums, ohne das sie von den als Unteroffizianten der Fremdenpolizei bezeichneten Gastwirten nicht beherbergt werden durften. 1842 wurde das Recht auf Freizügigkeit für preußische Staatsangehörige eingeführt, das Ausländern vorenthalten wurde, weil man durch die Einführung der Gewerbefreiheit angezogene unerwünschte, insbesondere verarmte Ausländer fernhalten wollte. Fremde konnten jederzeit ausgewiesen werden, wenn sie bedürftig waren oder es wurden.

### Zeit von 1871 bis 1945
Mit der Reichsgründung 1871 wurden die Angehörigen eines deutschen Bundesstaates in jedem anderen Bundesstaat als Inländer behandelt. Das galt nicht, wenn sie „arm“ waren. Dann galt für sie das Recht der Reichsausländer, und sie konnten ausgewiesen werden. Ausweisungen waren zu dieser Zeit mit Wirkung für eine Gemeinde, ein Land oder für das gesamte Reichsgebiet möglich. Die Voraussetzungen waren nicht einheitlich. In Preußen wurde die Ausweisung allgemein im Interesse der öffentlichen Sicherheit, Ruhe und Ordnung für zulässig erachtet, ebenso eine Ausweisung von „lästigen Ausländern“. Gründe für eine Ausweisung konnten strafrechtlicher, polizeilicher oder politischer Art sein. In Preußen war die Ausweisung fremder Bettler sowie fremder Landstreicher, Bettler und Arbeitsscheuer nach Strafentlassung gesetzlich vorgesehen; im Übrigen konnten aufenthaltsbeendende Maßnahmen unstreitig und selbstverständlich auf die allgemeine polizeiliche Generalklausel gestützt werden und bedurften keiner speziellen Rechtsgrundlage.
Eine Aufenthaltserlaubnis über die Zulassung zum Aufenthalt in Form einer staatlichen Urkunde wurde in Preußen erstmals mit der Preußischen Ausländer-Polizeiverordnung von 1932 eingeführt. Sie beschränkte zugleich die Ausweisungsgründe auf einen abschließenden Katalog und schrieb Ausweisungshindernisse und ‑verbote verbindlich fest. Mit ihrer Systematik und ihren Bestands- und Schutzvorschriften legte sie den Grundstein für die spätere Ausländergesetzgebung in Deutschland. Einer Aufenthaltserlaubnis bedurfte jeder Ausländer, der sich entweder länger als sechs Monate in Preußen ununterbrochen aufhalten oder sich als Arbeitnehmer, Selbstständiger oder Landwirt betätigen wollte (§ 3).
Während der Herrschaft des Nationalsozialismus kam es – dem damaligen Zeitgeist entsprechend – zu reichseinheitlichen Regelungen, die sich in der Ausländerpolizeiverordnung (APVO) vom 22. August 1938 fanden. Ausländerpolizeiliche Bestimmungen der Länder wurden sämtlich aufgehoben (§ 18 Abs. 2 Buchstabe c). Fortan wurde der Aufenthalt im Reichsgebiet nur „Ausländern erlaubt, die nach ihrer Persönlichkeit und dem Zweck ihres Aufenthalts im Reichsgebiet die Gewähr dafür bieten, daß sie der ihnen gewährten Gastfreundschaft würdig sind“ (§ 1). Eine förmliche Aufenthaltserlaubnis wurde lediglich zu bestimmten Aufenthaltszwecken (z. B. als Arbeitnehmer, als Gewerbetreibender oder generell für mehr als dreimonatige Aufenthalte) erteilt (§ 2). An die Stelle der Ausweisung trat das Aufenthaltsverbot, das sowohl in enumerativ genannten neun Fallgruppen als auch bei Unwürdigkeit im Sinne des § 1 erlassen und im Wege der Sippenhaft auf Ehegatten und minderjährige Kinder erstreckt werden konnte (§ 5).

### Entwicklungen zwischen 1945 und 1990
Mit der Gründung der Bundesrepublik Deutschland galt die Ausländerpolizeiverordnung 1938 als nicht typisch nationalsozialistisches Unrecht im Wesentlichen fort. Sie wurde erst durch das Ausländergesetz vom 28. April 1965 abgelöst. Während die Ausländerpolizeiverordnung 1938 noch zwischen Einreisevorgang und Aufenthaltsrecht unterschied – die Berechtigung zur Einreise richtete sich allein nach dem Passrecht und hier nach der Staatsangehörigkeit des Betroffenen –, gab das Ausländergesetz 1965 diese Unterscheidung auf. Seitdem richten sich sowohl die Berechtigung zur Einreise als auch das sich anschließende Verweilrecht allein nach dem Ausländerrecht. Eine Passpflicht besteht ausländerrechtlich zwar weiterhin, jedoch in erster Linie als Identitätsnachweis, nicht mehr als Einreiseberechtigung.
Das Ausländergesetz 1965 verlangte grundsätzlich von jedem Ausländer, eine förmliche Aufenthaltserlaubnis einzuholen. Hiervon befreit waren nur Personen unter 16 Jahren, heimatlose Ausländer und Personen, die nach zwischenstaatlichen Vereinbarungen hiervon befreit waren (§ 2 AuslG 1965).

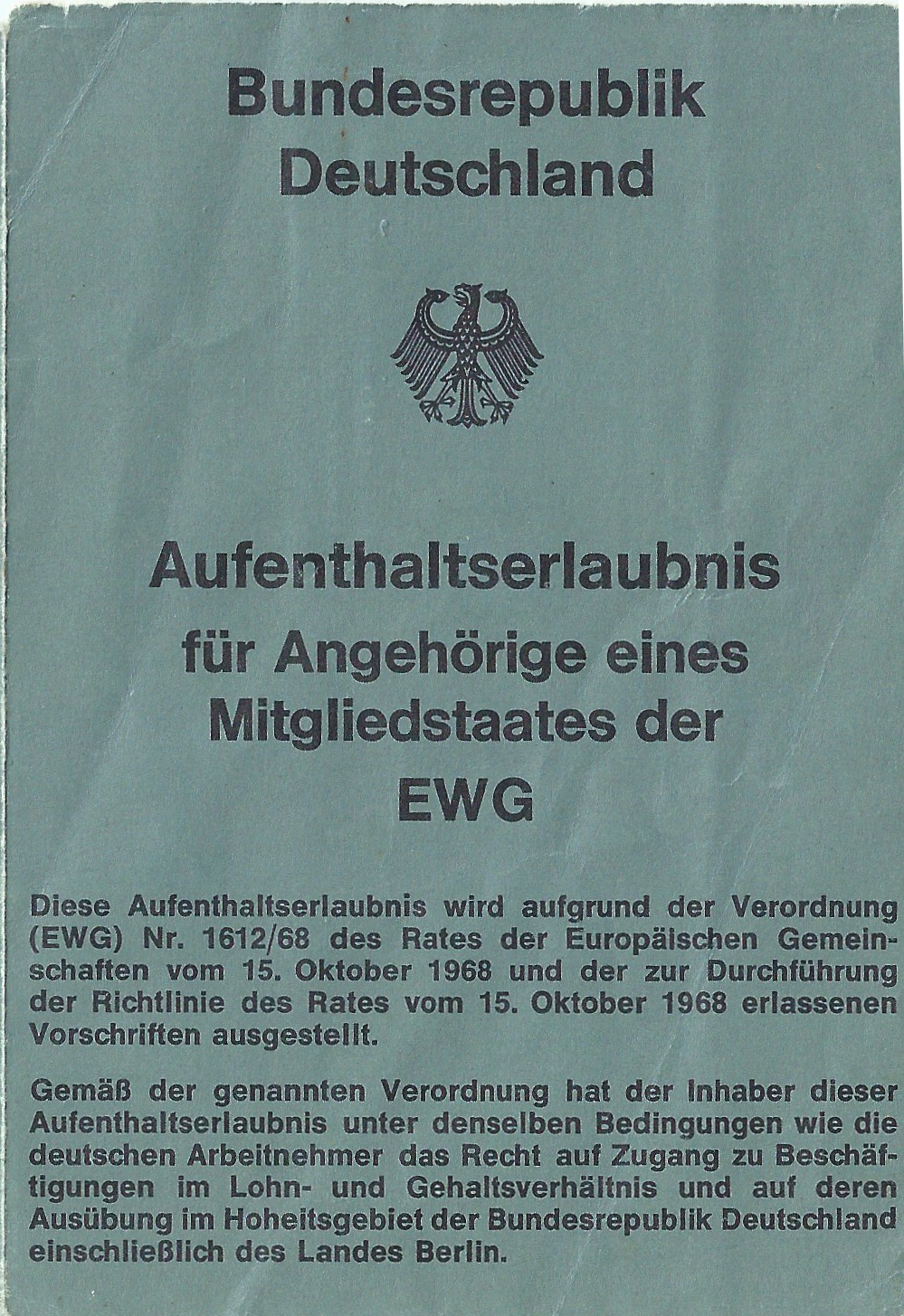
Aufenthaltserlaubnis/EWG, ausgestellt 1980

Einen gravierenden Einschnitt in das Ausländerrecht bewirkte der Vertrag zur Gründung der Europäischen Wirtschaftsgemeinschaft zum 1. Januar 1958. Die in ihm verankerten Grundfreiheiten, insbesondere die Freizügigkeit der Arbeitnehmer, veränderten die nationalen Aufenthaltsrechtssysteme in Bezug auf Gemeinschaftsbürger erheblich. In Gestalt der Richtlinie 64/221/EWG vom 25. Februar 1964 und der Verordnung (EWG) Nr. 1612/68 vom 15. Oktober 1968 wurde nationales Recht von europäischem Recht überlagert. Das in Deutschland neben das Ausländergesetz 1965 hinzugetretene Gesetz über Einreise und Aufenthalt von Staatsangehörigen der Europäischen Wirtschaftsgemeinschaft (AufenthG/EWG) vom 22. Juli 1969 führte eine besondere Aufenthaltserlaubnis/EWG ein, wobei lange nicht immer klar erkannt und konsequent beachtet wurde, dass das primäre und sekundäre Gemeinschaftsrecht den Aufenthaltsstatus der EWG-Bürger bereits abschließend regelte und dem deutschen AufenthG/EWG ebenso wie der Aufenthaltserlaubnis/EWG grundsätzlich nur noch deklaratorische Bedeutung zukam.
In der DDR lebten bis zur Herstellung der deutschen Einheit verhältnismäßig wenige Ausländer (ca. 190.000), vor allem Studenten aus befreundeten sozialistischen Staaten und Arbeitnehmer, die im Rahmen von Regierungs- und Außenhandelsabkommen mit Angola, Kuba, Mosambik, Polen und Vietnam für eine bestimmte Dauer in Betrieben der DDR beschäftigt waren und im Anschluss daran in aller Regel in ihre Heimatländer zurückkehrten. Weder die Verfassungen von 1949 und 1968/74 noch die Ausländerverordnung von 1957 und das Ausländergesetz von 1979 kannten eine auf Migration und Mobilität ausgerichtete Ausländerpolitik.

### Entwicklung nach 1990

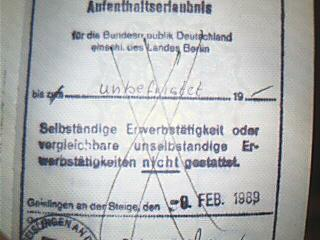
Unbefristete Aufenthaltserlaubnis ausgestellt in Geislingen an der Steige (1989)

Mit Inkrafttreten des Ausländergesetzes 1990 am 1. Januar 1991 wurde – unter Beibehaltung der Aufenthaltserlaubnis/EWG für Gemeinschaftsbürger – die immer schon mögliche Bindung der Aufenthaltserlaubnis an einen bestimmten Aufenthaltszweck (zuvor zumeist im Wege der Nebenbestimmung) bereits in der Bezeichnung zum Ausdruck gebracht. Die Aufenthaltsgenehmigung wurde zum Oberbegriff, dem die vier Formen Aufenthaltserlaubnis, Aufenthaltsbewilligung, Aufenthaltsbefugnis und Aufenthaltsberechtigung nachgeordnet wurden. Zweck der Aufenthaltserlaubnis war damals in der Regel der Aufenthalt zu Beschäftigungszwecken, also zur Ausübung einer beruflichen Tätigkeit, und zum Familiennachzug.
Von dieser Terminologie hat sich der Gesetzgeber mit dem am 1. Januar 2005 in Kraft getretenen Aufenthaltsgesetz wieder gelöst. Neuer Oberbegriff ist seitdem der aus dem Europarecht stammende Aufenthaltstitel, der auch das Visum und die aus dem Europarecht stammenden Sonderformen des Aufenthaltsrechts (z. B. die Blaue Karte EU und die Erlaubnis zum Daueraufenthalt-EU) mitumfasst. Seit 1. Januar 2005 gibt es keine unbefristeten Aufenthaltserlaubnisse mehr; die Aufenthaltserlaubnis wird seitdem immer befristet erteilt. Neuer unbefristeter Aufenthaltstitel ist seitdem die Niederlassungserlaubnis.
Die in Deutschland bis dahin üblichen Unterformen der Aufenthaltsgenehmigung, mit denen schon mit der Bezeichnung der Aufenthaltszweck (z. B. für Studium, Familie, humanitärer Aufenthalt, Erwerbstätigkeit) deutlich wurde, wurden wieder abgeschafft, und es wurde zur Einheitsbezeichnung Aufenthaltserlaubnis zurückgekehrt. Von nun an muss aber der Zweck des Aufenthalts in der Aufenthaltserlaubnis unter Angabe der genauen Rechtsgrundlage eingetragen sein (§ 78 Abs. 1 Satz 3 Nr. 8 AufenthG).
Die dort eingetragene Rechtsgrundlage hat gravierende Bedeutung für die Frage der Verlängerbarkeit, aber auch in anderen Rechtsgebieten (z. B. bei der Einbürgerung, im Bereich der Grundsicherung [SGB II], Kindergeld usw.). Ein Ausländer kann – wenn die Voraussetzungen vorliegen – von der Ausländerbehörde verlangen, dass ihm trotz gültiger Aufenthaltserlaubnis eine andere Aufenthaltserlaubnis mit der gewünschten anderen Rechtsgrundlage erteilt wird. Denkbar ist sogar, mehrere Aufenthaltstitel gleichzeitig zu besitzen, weil jeder von ihnen andere Rechte gewährt.

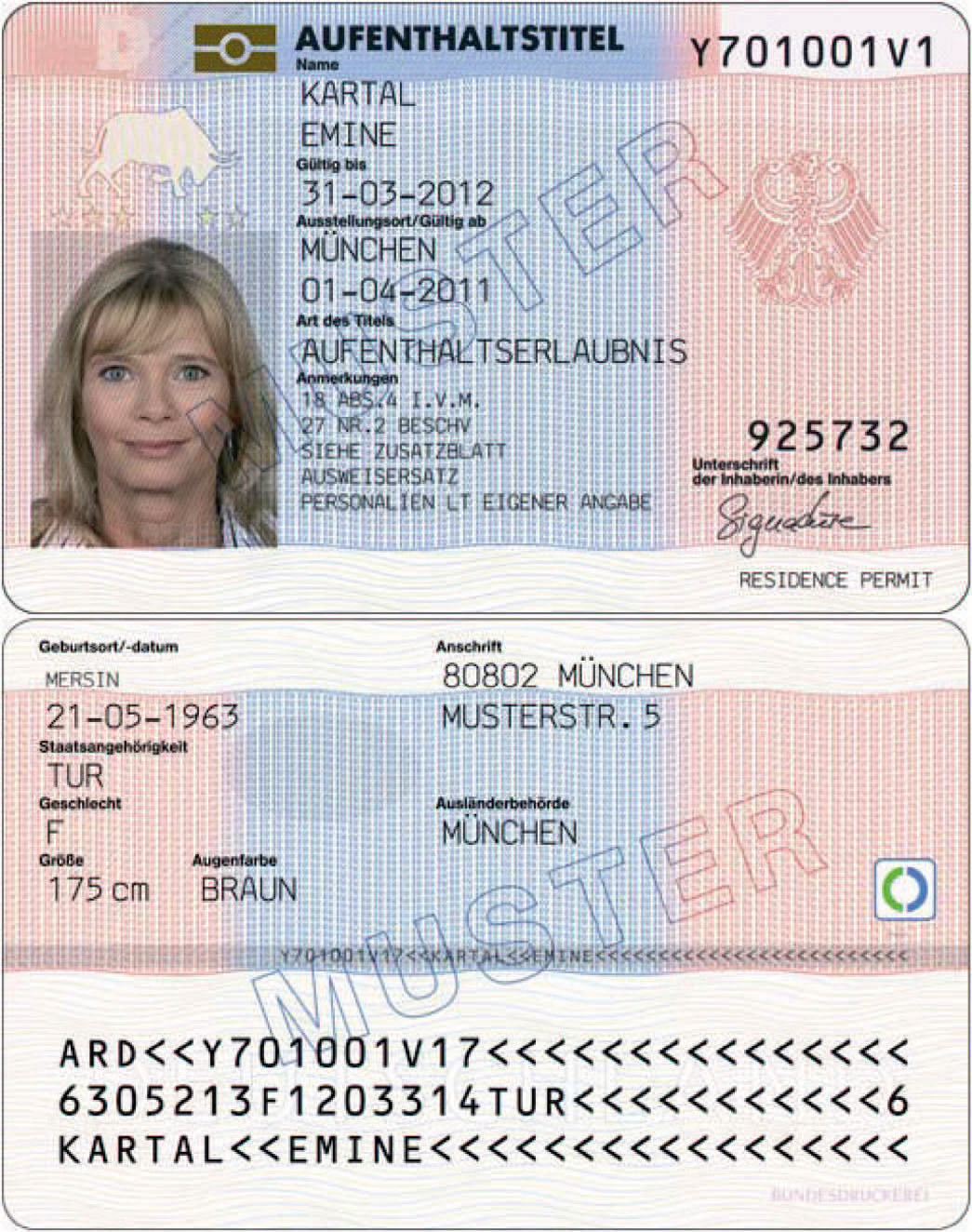
Muster einer Aufenthaltserlaubnis (Vorder- und Rückseite) in dem ab 1. September 2011 ausgegebenen Scheckkartenformat

Ist der Zweck entfallen, ist die Ausländerbehörde grundsätzlich berechtigt, die Gültigkeit der erteilten Aufenthaltserlaubnis nachträglich zu verkürzen oder sie sofort zu widerrufen. Anders als vor 2005 ist der Zweckwegfall oder die Zweckänderung nun grundsätzlich für die Zukunft rechtsvernichtend. Diese Verschärfung steht in Verbindung mit dem seitdem sehr viel schneller (teilweise schon nach drei Jahren) entstehenden unbefristeten Daueraufenthaltsrecht. Da der Gesetzgeber hier großzügiger geworden ist, achtet er in der Vorphase auf die strikte Einhaltung der Zweckbindung. Streitigkeiten über die nachträgliche Befristung oder den Widerruf einer Aufenthaltserlaubnis vor Fristablauf gibt es bei den Verwaltungsgerichten inzwischen häufiger als früher.
Bei EU-Bürgern – genauer: EWR-Bürgern – ist der Gesetzgeber den umgekehrten Weg gegangen: Da das Freizügigkeitsrecht unmittelbar auf den Verträgen über die Europäische Union beruht und grundsätzlich von vornherein auf Dauer angelegt ist, hatte die Aufenthaltserlaubnis/EWG nur deklaratorische Bedeutung (Ausweischarakter). Sie war mit ihrer Ausstellung fünf Jahre gültig. 2005 wurde sie durch die auf Antrag erhältliche unbefristete Freizügigkeitsbescheinigung abgelöst, bis diese im Januar 2013 ebenso – und nun ersatzlos – wegfiel. EWR-Bürger benötigen in Deutschland seitdem, wenn sie von ihrem europarechtlichen Freizügigkeitsrecht (z. B. als Arbeitnehmer, Dienstleister usw.) Gebrauch machen, weder eine Aufenthaltserlaubnis, noch eine Freizügigkeitsbescheinigung noch eine andere Erlaubnis. Sie müssen lediglich ihre Staatsangehörigkeit (durch Personalausweis oder Reisepass) nachweisen. Anders ist es nur, wenn vom Freizügigkeitsrecht kein Gebrauch gemacht wird (z. B. beim Eintritt ins Rentenalter ohne gleichzeitige Sicherung des Lebensunterhalts); dann ist nach dem derzeitigen Stand des Gemeinschaftsrechts wieder eine Aufenthaltserlaubnis erforderlich (§ 11 Abs. 1 Satz 11 FreizügG/EU).
Anders ist es auch bei Familienangehörigen von EWR-Bürgern, die nicht die Staatsangehörigkeit eines EWR-Landes haben. Diese erhalten aber keine Aufenthaltserlaubnis, sondern eine Aufenthaltskarte.
Bei neuen Beitrittsländern (bis vor kurzem: Kroatien) gibt es häufig Übergangszeiten, in denen zur Beschäftigung noch eine besondere Arbeitsgenehmigung/EU (§ 284 SGB III) benötigt wird. Der Aufenthalt als solcher ist ab dem Beitritt genehmigungsfrei.
Zu den verschiedenen Aufenthaltstiteln und Aufenthaltssituationen des heutigen Aufenthaltsrechts siehe Hauptartikel Aufenthaltsstatus (Deutschland).

## Betroffenenkreis der Aufenthaltserlaubnis heute
Aufenthaltserlaubnisse werden heute ausschließlich an Drittstaatsangehörige erteilt.
Türkische Staatsangehörige unterliegen gewissen Befreiungen im Aufenthaltsrecht aufgrund des Assoziationsabkommens EWG-Türkei vom 12. September 1963. Für sie gilt zwar grundsätzlich das Aufenthaltsgesetz; sie benötigen also eine Aufenthaltserlaubnis. Nach einer bestimmten Aufenthaltsdauer erhalten türkische Arbeitnehmer und ihre Familienangehörigen aber innerhalb des Staates, in dem sie leben, freizügigkeitsähnliche Rechte nach dem Beschluss 1/80 des Assoziationsrates EWG-Türkei. Einer Aufenthaltserlaubnis bedürfen sie dann immer noch; diese hat dann aber nur noch deklaratorische Bedeutung, also lediglich Ausweischarakter.

## Rechtsgrundlage
Die Aufenthaltserlaubnis ist in § 7 und in § 8 AufenthG geregelt und wird grundsätzlich nur befristet und immer zweckgebunden erteilt (die einzelnen Zwecke des Aufenthalts werden in den §§ 16 bis 38 a aufgeführt).
- Aufenthalt zum Zweck der Ausbildung (§§ 16 bis 17 a)
- Aufenthalt zum Zweck der Erwerbstätigkeit (§§ 18 bis 21)
- Aufenthalt aus völkerrechtlichen, humanitären oder politischen Gründen (§§ 22 bis 26)
- Aufenthalt aus familiären Gründen (§§ 27 bis 36)
- Aufenthalt für ehemalige Deutsche und langfristig Aufenthaltsberechtigte in der EU (§§ 37 bis 38 a)

Der Aufenthaltszweck wird in Form der Rechtsgrundlage in die Aufenthaltserlaubnis eingetragen.
Die Aufenthaltserlaubnis für assoziationsberechtigte türkische Staatsangehörige wird in § 4 Abs. 2 AufenthG erwähnt.

## Erwerbstätigkeit
Die Aufenthaltserlaubnis ist nicht immer mit einer Arbeitserlaubnis verbunden; eine solche muss im Aufenthaltstitel ausdrücklich ausgesprochen werden (§ 4 Abs. 2 und 3 AufenthG). Unter welchen Bedingungen dies möglich ist, hängt vom jeweiligen Aufenthaltszweck ab. In vielen Fällen muss die Ausländerbehörde zuvor die Zustimmung der Bundesagentur für Arbeit einholen (§§ 39 bis 42 AufenthG).

## Verfahren
Vor Beantragung einer Aufenthaltserlaubnis bei der Ausländerbehörde muss beim Bürger- oder Einwohnermeldeamt der jeweiligen Kommunalverwaltung eine Wohnanschrift für den beantragenden Ausländer angemeldet werden.

## Erteilungsform
Seit 1. September 2011 wird die Aufenthaltserlaubnis als elektronischer Aufenthaltstitel im Scheckkartenformat ausgegeben. Die Eintragung der Aufenthaltserlaubnis im Nationalpass in Form eines Aufklebers findet bis auf seltene Ausnahmen (§ 78a Abs. 1 AufenthG) nicht mehr statt. Auch Kinder benötigen eine eigene Scheckkarte. Die Kosten für die Ersterteilung einer Aufenthaltserlaubnis betragen zwischen 100 und 110 Euro und für die Verlängerung zwischen 65 und 80 Euro (§ 44 AufenthV), wobei es eine Reihe von Gebührenbefreiungen und -ermäßigungen gibt.
Wegen der näheren Einzelheiten siehe Hauptartikel Elektronischer Aufenthaltstitel.